# 688 Melanie
A 688 Melanie (ideiglenes jelöléssel 1909 HH) a Naprendszer kisbolygóövében található aszteroida. Johann Palisa fedezte fel 1909. augusztus 25-én.